# Bhilakhedi
Bhilakhedi là một thị trấn thống kê (census town) của quận Hoshangabad thuộc bang Madhya Pradesh, Ấn Độ.

## Nhân khẩu
Theo điều tra dân số năm 2001 của Ấn Độ, Bhilakhedi có dân số 11.161 người. Phái nam chiếm 53% tổng số dân và phái nữ chiếm 47%. Bhilakhedi có tỷ lệ 82% biết đọc biết viết, cao hơn tỷ lệ trung bình toàn quốc là 59,5%: tỷ lệ cho phái nam là 87%, và tỷ lệ cho phái nữ là 76%. Tại Bhilakhedi, 10% dân số nhỏ hơn 6 tuổi.